# Точкогурт
Точкогурт — деревня в Увинском районе Удмуртии, входит в Нылгинское сельское поселение. Находится в 23 км к юго-востоку от посёлка Ува и в 52 км к западу от Ижевска. Население Точкогурта составляет 1 человек по состоянию на 2008.